# 中國首次太空漫步航天展

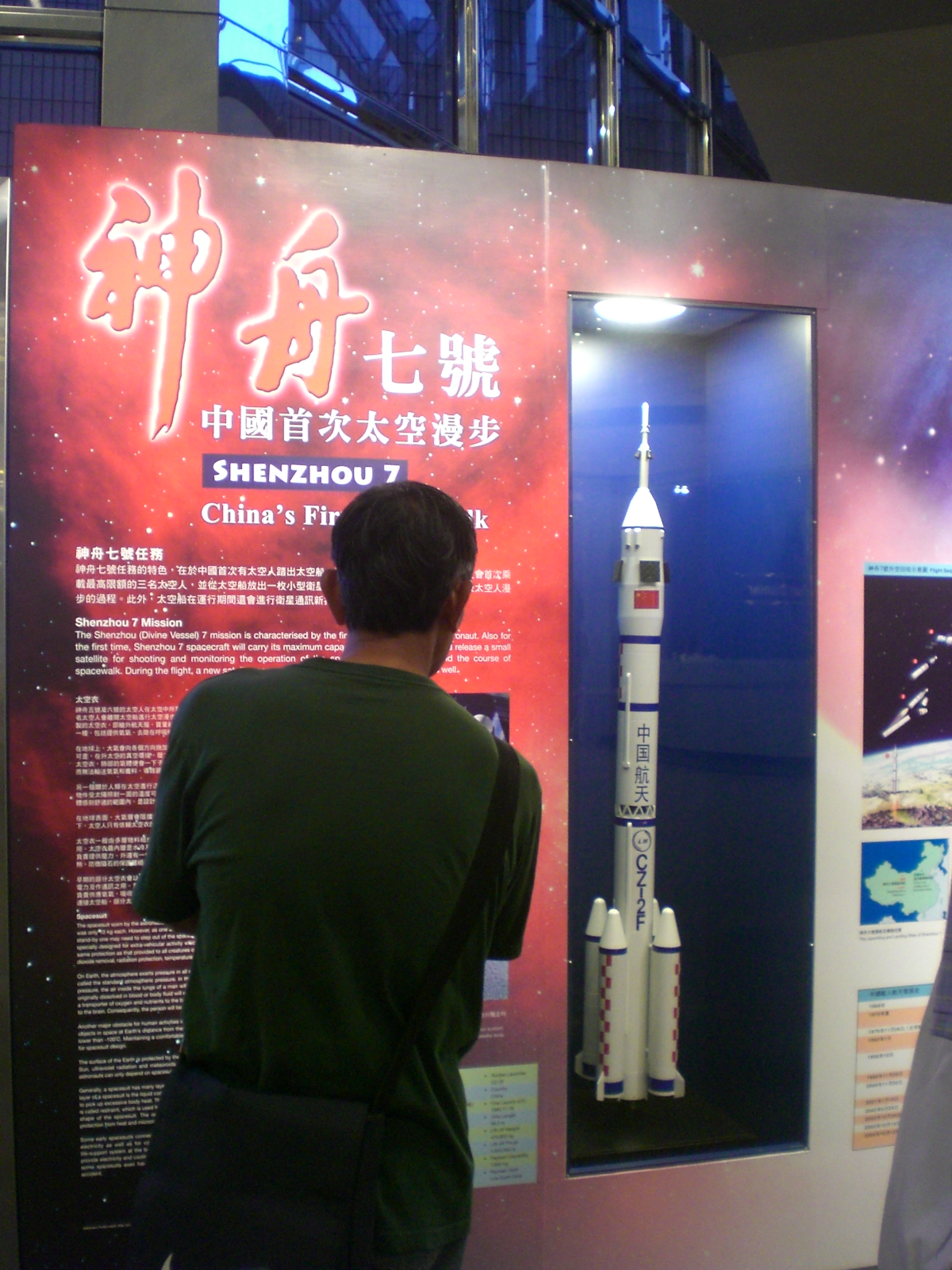
長征二號F運載火箭模型展品

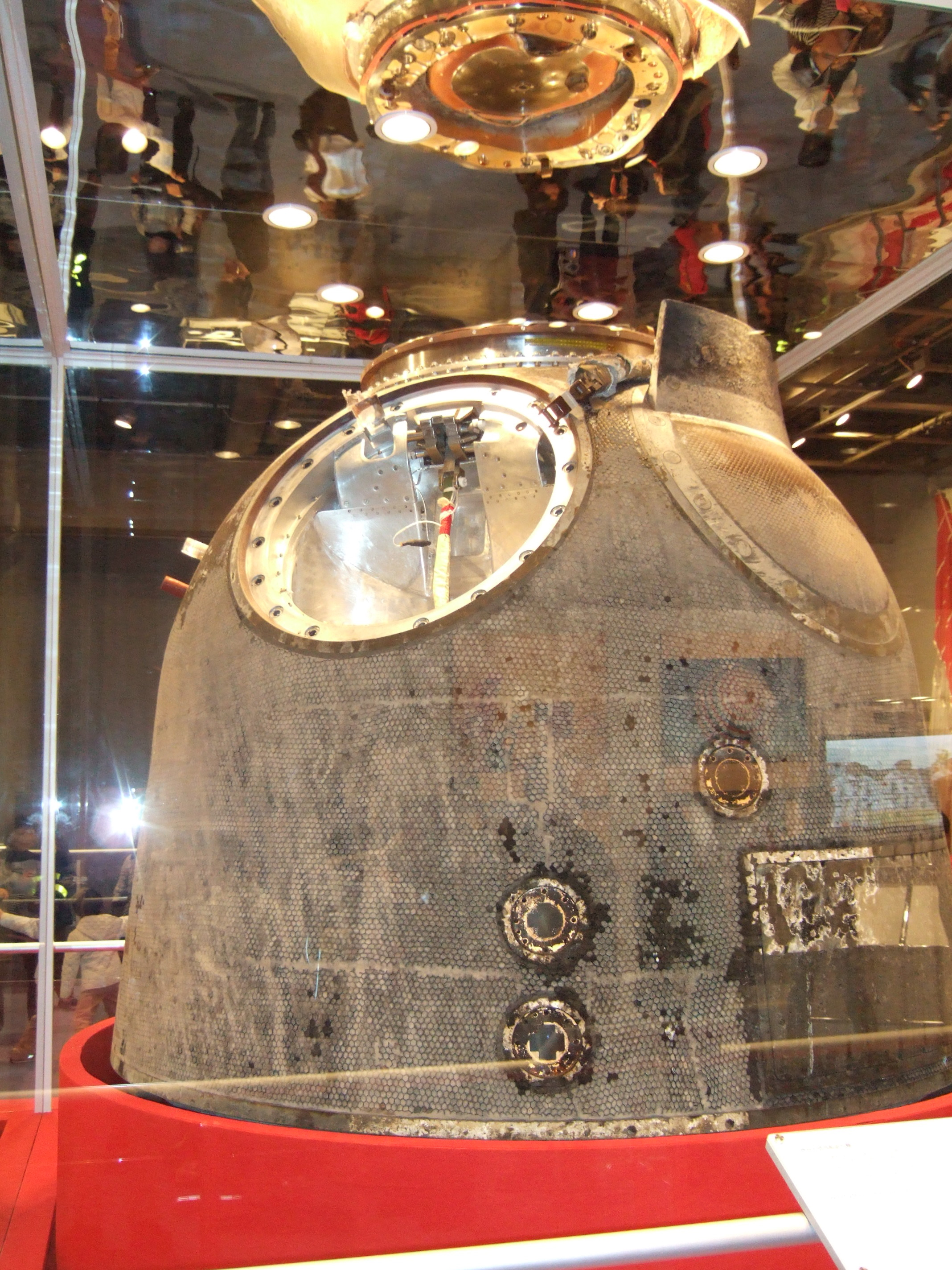
神舟七號返回艙展品

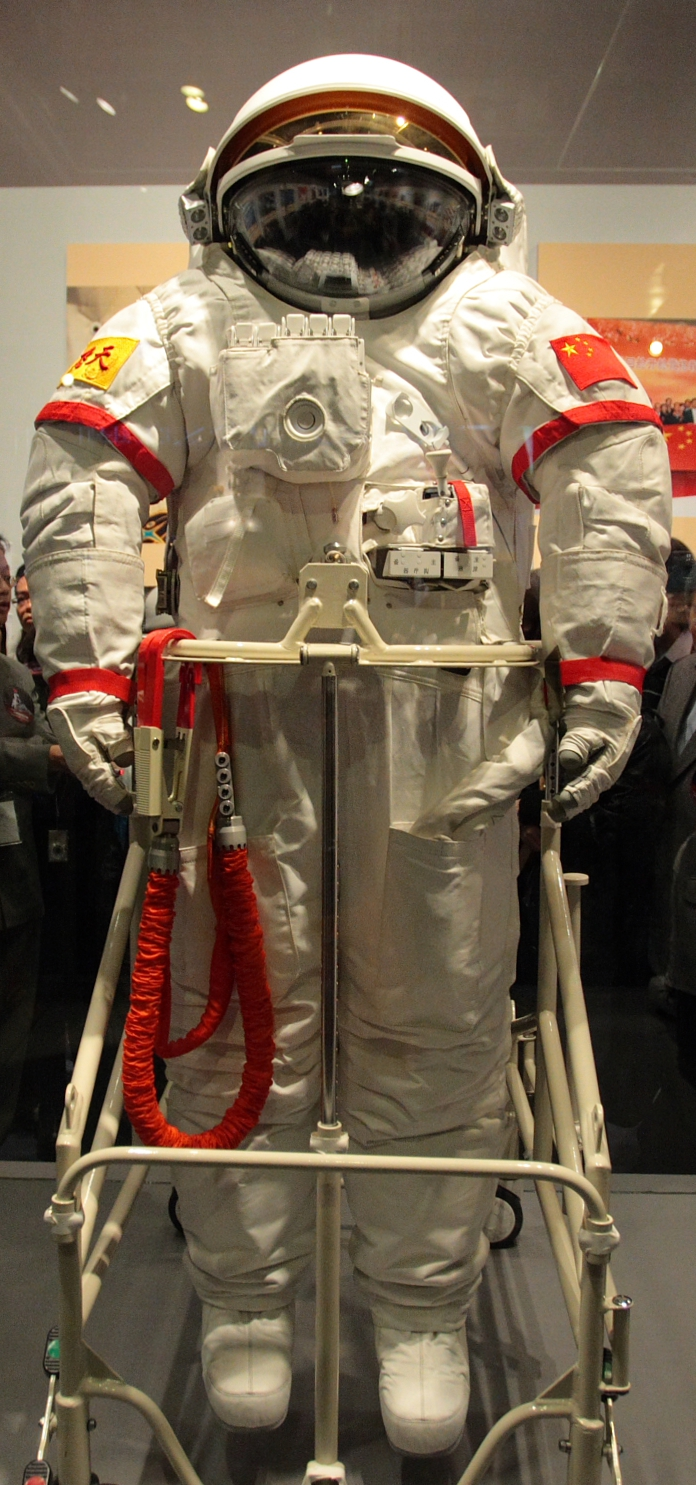
航天服展品

中國首次太空漫步航天展是一個關於神舟七號載人航天飛行任務的展覽。由香港特別行政區政府康文署和中國載人航天工程辦公室主辦，並由中國科學院、中國航天科技集團公司和中國航天員科研訓練中心協辦。由2008年12月6日至15日於香港科學館展出。展覽憑票免費入場，共派發66,600張門票，參觀時間以每一小時為一節。
中國首次太空漫步航天展共展出15組珍貴展品，包括神舟七號返回艙、中國自行研製的艙外航天服、航天食物，長征二號F運載火箭模型及其他飛船搭載的物品。